# Anita Caprioli
Anita Caprioli (Vercelli, 11 de diciembre de 1973) es una  actriz italiana. 

## Biografía
La hija de una actriz de teatro, Caprioli hizo su debut de prácticas en Londres en 1995 con Andrea Brooks, en una adaptación de La locandiera de  Carlo Goldoni, y en el año siguiente protagonizó  El Cap traqueteos de Luigi Pirandello.
En 1997  hizo su debut en el cine en  Tutti giù per terra, por Davide Ferrario, seguido de La donna del treno, dirigida por Carlo Lizzani
En 2008 obtuvo una nominación al Nastro d'argento a la mejor actriz de reparto por  Mejor no pensar. En 2012 fue nominada al David di Donatello a la mejor actriz de reparto gracias a su actuación en Corpo celeste.